# Žatecká radnice
Žatecká radnice, stavba gotického založení výrazně klasicistně přestavěná, se nachází ve středu žatecké městské památkové rezervace na náměstí Svobody. První písemná zmínka o radnici se objevuje v roce 1362. Budova je dnes sídlem Městského úřadu Žatec.
Konstituování středověké podoby tohoto královského města proběhlo už dlouho před obdobím 15. století. Na vyvýšeném ostrohu žateckého hradiště, z něhož se vyvinulo středověké město, stála kamenná bazilika už v románské době. Jihovýchodně od ní se postupně soustředila hojná výstavba měšťanských budov. V rané fázi gotiky byl utvořen půdorys města, zhruba tak, jak se dochoval do dnešních dní. Tato zástavba byla natolik dostačující potřebám obyvatel, že v 15. století docházelo spíše k přestavbám stávajících objektů.

## Dějiny žatecké radnice

### Založení a architektonický rozbor rané fáze výstavby
Na starší významné slovanské hradiště (ovšem bez městské samosprávy, což je základní podmínka ke vzniku radnic) navázalo město Žatec založené prokazatelně do roku 1265. Roku 1337 patřil Žatec mezi města s rozvinutou samosprávou, fungující městskou radou a dohlížejícím podkomořím.
Z doby jen o málo pozdější se dochovaly prameny přímo se vztahující k postavení první budovy určené ke správě města. Šlo o spor mezi výrobci sukna - řemeslníky a jeho prodejci (tzv. kraječi) – obchodníky o právo prodeje sukna. Za kraječe se postavila městská rada, která nebyla pravomocná rozhodnout při. Obrátila se proto na rychtáře města a královského podkomořího. Byli svoláni starší obce a obě strany sporu na shromáždění do refektáře minoritského kláštera, kde  bylo rozhodnuto o zákazu obchodování soukeníků se suknem v malém, tj. na lokty. Z toho lze soudit, že město v této době nemělo dostatečné prostory pro takováto shromáždění. Jako prostředek pro kontrolu prodeje sukna v malém bylo ustanoveno „zřízení obchodního domu nebo tržnice uprostřed naší obce“. Stavbu financovali žatečtí kraječi, avšak průběh prací řídila obec. A obec také připojila již na vlastní náklady stavbu radních prostor v podobě samostatného traktu nebo patra.

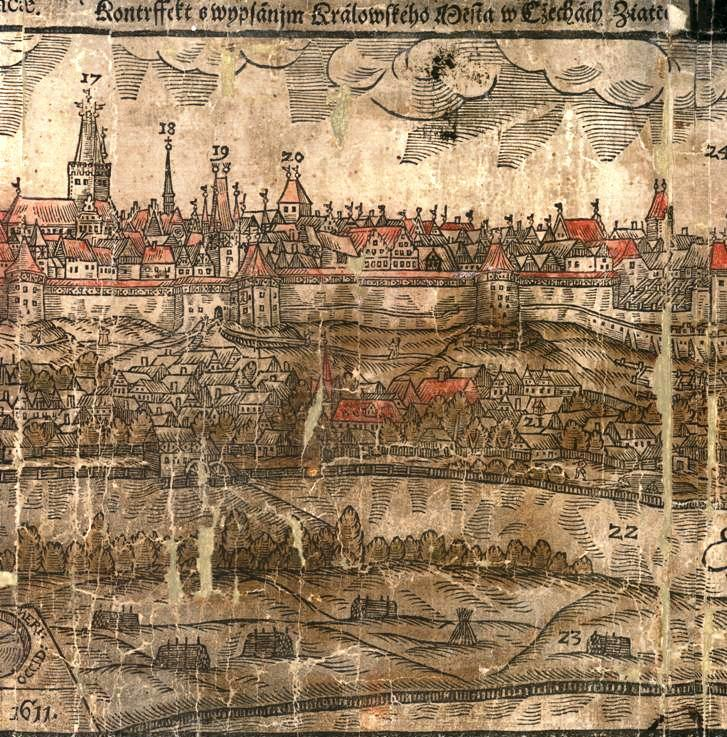
Výřez z Wilenbergovy veduty Žatce z roku 1611. Č. 17 označuje radnici.

Stavebně historický průzkum prokázal také existenci věže již v této nejranější fázi budovy, a to ve formě samostatně stojící třípatrové průjezdní věže. Původně otevřené lomené arkády z tesaného pískovce přízemí věže dokládají její prvotní průjezdní charakter. Severovýchodní arkáda se dochovala téměř v celém rozsahu. Komplikovaný vývoj jasně dokládá kombinované zdivo odspoda kamenné, smíšené a cihelné. Vyzdívka arkád je z lomového opukového kamene, ve výšce nad 1 m od terénu je kámen kombinován s cihelným zdivem v souvislosti se zánikem arkád. Zastropení má podobu jednoduché lomené křížové klenby s žebry s velmi běžnou a pro dataci nedostačují hruškovou profilací. V severní zdi věže byl sondou nalezen fragment lomeného pískovcového portálu lemovaný oblounovým profilem s okosením a výžlabkem. Z úrovně přízemí vystupuje věž v nezměněné síle zdiva, to je z větší části lomové s cihlovými vysprávkami, ve čtvrtém a pátém patře věže je již patrné zeslabení zdiva.
Z urbanistického hlediska je neobvyklé umístění městské správní budovy, které způsobuje výrazné oddělení duchovního a světského centra města. Radnice z pohledu hlavní přístupové cesty od jihu – od Pražské brány zastiňuje farní kostel, což mohl zcela jistě být záměr městské rady. Stejně tak pozoruhodná je poloha věže přímo v ose této přístupové cesty a v přesném středu hradbami obehnaného středověkého města.
Roku 1376 je doložena dokončená budova. Od této doby však prameny mlčí a následuje 200 let bez přímého dokladu toho, jak (a zda) se radnice měnila v průběhu 15. století. Přestože v roce 1559 proběhla rozsáhlá renesanční přestavba, na vedutě Žatce Jana Willenberga z roku 1611 můžeme spatřit gotickou podobu věže radnice. Stejně tak snadno lze pozorovat, že stejného charakteru je i tzv. Nová neboli Bílá věž v jižní části opevnění v blízkosti Pražské brány. Obě věže se vyznačují cimbuřovitým ochozem a dlátkovou střechou s obdobně utvářenými špicemi. Nová věž je v pramenech poprvé zachycena roku 1531, její vznik je spojován s generální přestavbou městského opevnění v 60. letech 15. století. Při obnovování hradeb přikročilo pravděpodobně město také k úpravě věže při radnici. Na vedutě je již radniční věž zobrazena jako součást budovy radnice, což je však pravděpodobně výsledek až generální přestavby z roku 1559. Podle soudobé anonymní kroniky Žatce řídil přestavbu pardubický stavitel Jiřík Všetečka.

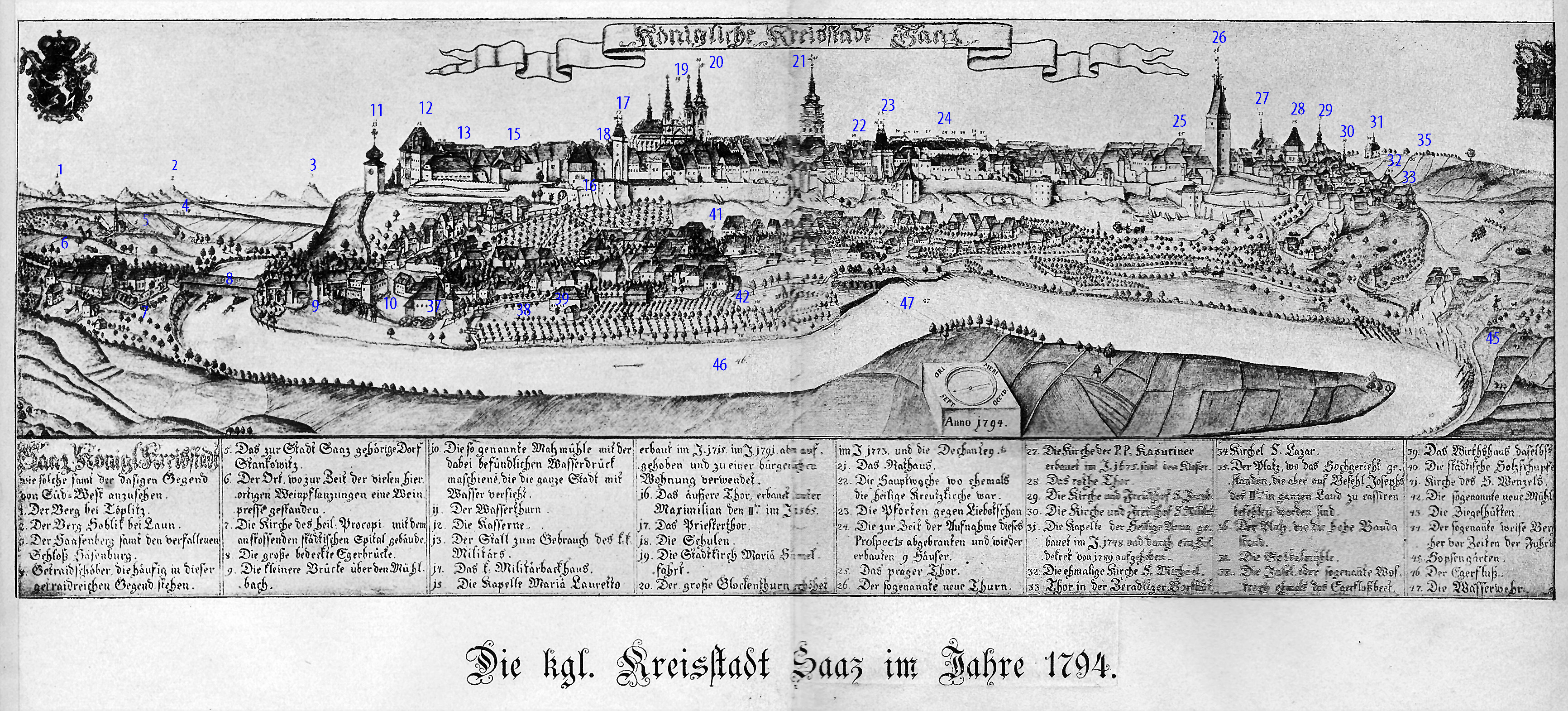
Pohled na Žatec v roce 1794, radnice pod číslem 21. (Repro: Adolf Seifert, Stadt Saaz im 19. Jahrhunderte, Saaz 1902)

### Využití stavby v období novověku
Ve věži bylo radniční vězení pro obyvatele z vyšších vrstev. Po dostavbě západního traktu po polovině 16. století se z objektu stalo multifunkční centrum města. Kromě využití coby městské hlásky a sídla samosprávy byly prostory stále využívány ke komerčním účelům. V přízemí budovy prodávali pekaři, mýdlaři a soukeníci, byla zde lékárna, šenk vína a piva. V patře se nacházel větší sál, kde se scházeli konšelé a menší sál pro shromáždění starších města. Také městská šatlava našla v budově své místo. Existence vězeňské kaple je známá z plánů uchovávaných před druhou světovou válkou v městském muzeu (dnes nezvěstných).
V 18. století bylo město poznamenáno mnoha požáry, také radnici bylo třeba několikrát opravovat. Největší přestavba proběhla v 60. a 70. letech podle projektu J. P. Loschyho.
V první polovině  19. století byla městská šatlava přeměněna na kanceláře, sídlila zde také městská pokladna či archiv. V poslední čtvrtině století bylo přízemí upraveno na kavárnu, v roce 1924 byla pak k nároží přistavěna otevřená veranda. Od roku 1938 sídlilo v radnici gestapo.
Po druhé světové válce si státní památková péče byla vědoma nutnosti restaurování, přistoupilo se však jen k nutným opravám. Žatecká radnice byla zásadně rekonstruována až v první polovině 90. let.

## Popis dnešního stavu
Čtyřkřídlá jednopatrová stavba s valbovým zastřešením svírá dvůr, který je kryt plochou skleněnou střechou. Pětiosé průčelí přechází v patře v šestiosé. Je utvářeno klasicistně s mladšími úpravami eklektického charakteru, dnešní neslohová okna vystřídala klasicistní okna s paprsčitě dělenými záklenky. Boční východní a západní průčelí jsou devítiosá, západní pětiosé. Jejich členění je víceméně identické jako u frontálního. Celá přízemní hmota stavby je bosovaná, rustika pokračuje v patře jen v nároží. Dominantou nejen radnice, ale celého města je pětipatrová průčelní věž, jejíž součástí je půlkruhový portál sloužící jako hlavní radniční vstup. Vedlejší vstup do budovy zajišťuje menší půlkruhový portál v západní části průčelí. Patro je odděleno římsou, v hmotě věže zdivo mírně ustupuje a vytváří prostor balkónku.

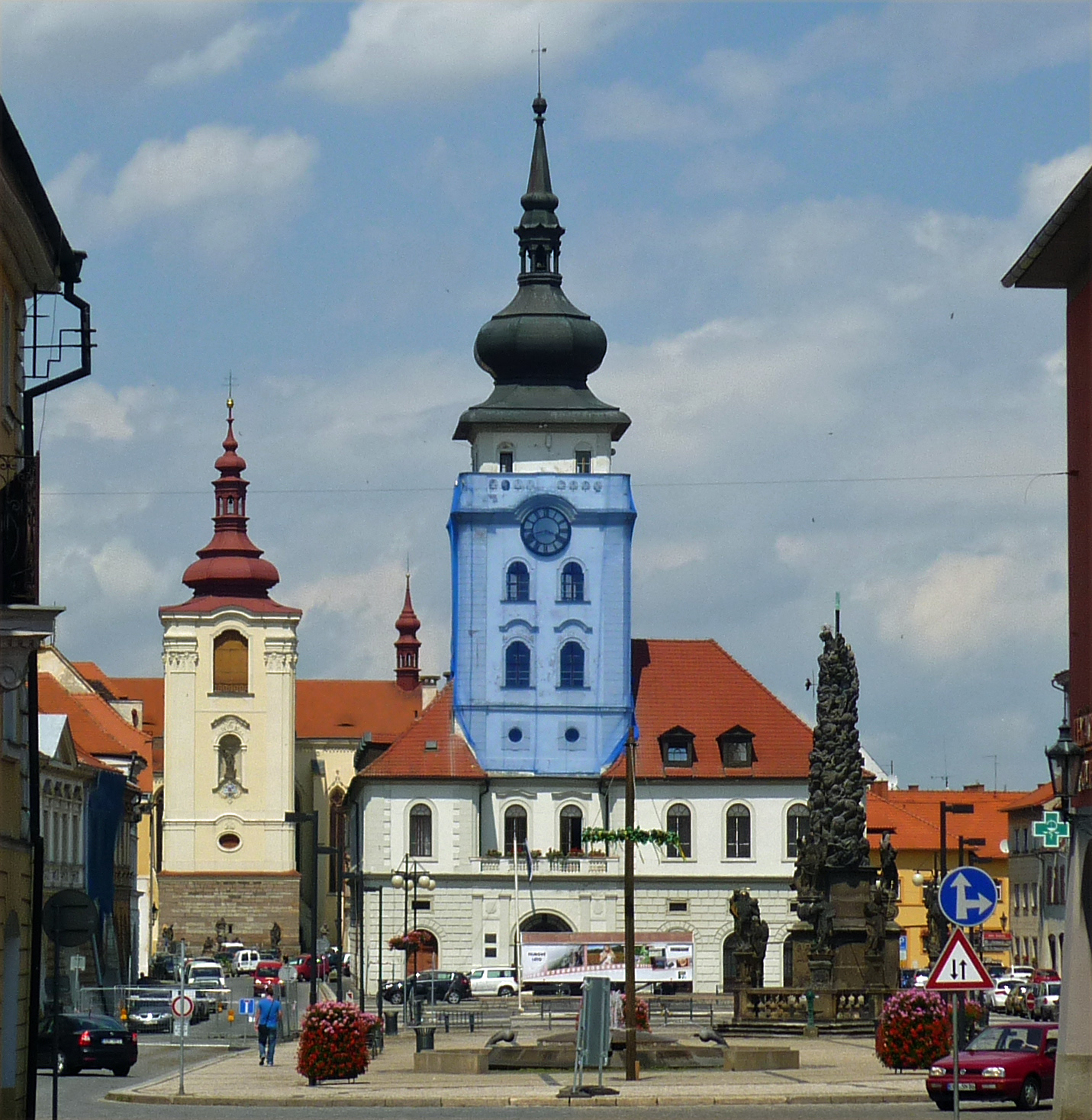
Současný stav budovy, v příštích letech čeká žateckou radnici rozsáhlá rekonstrukce.

Dnešní vzhled interiérů má za sebou nespočet úprav. Vstupem do radnice v přízemí průčelní věže se zároveň dostáváme do nejstarších prostorů budovy. Mezi předpokládané gotické opěrné pilíře byla však vložena oválně zaklenutá vstupní arkáda barokního původu. Dochovány jsou i sklepní prostory pod dvorem a pod severním křídlem, které mají podobu čtyř valeně zaklenutých prostor. Přístup umožňuje schodiště ze západní strany. Nejstarší přízemní část radnice je zaklenuta křížově s žebry s hruškovou profilací a jednoduchým svorníkem. Odkryta je také kamenná arkáda v severovýchodní stěně.
V jihovýchodní části se nachází dvoudílný sál členěný do třech pasů klenebních polí, v severní mladší části prvního podlaží jsou segmentové klenby. Jednou z možností výstupu do patra je dvoudílné schodiště v jihozápadní části s křížovými klenbami renesančního původu. Strop haly, do které schodiště ústí, utváří klenuté pasy a české placky. Většina ostatních místností je plochostropá. V patře věže můžeme ještě spatřit valenou klenbu s lunetovými výsečemi a barokními štuky. Její druhé patro je součástí krovu radnice a nad tímto podlažím stoupá dřevěné věžní schodiště (ve čtvrtém patře s novodobým hodinovým strojem). Poslední patro zakončuje tzv. světnička hlásného s otevřeným ochozem. Věž vrcholí osmihrannou bání s otevřenou lucernou a špicí s makovicí a křížkem. Novodobá úprava umožnila používání prostorů mezipatra a podkroví.

## Paralely
V českých městech s rozvinutou samosprávou vznikaly gotické budovy radnic zejména v druhé polovině 14. století. Nejčastější situací bylo adaptování stávajícího měšťanského domu jednoho z členů městské rady.
Dále pak radnice vznikaly z kupeckých domů a tržnic, mohla být také využita rychta či tvrz. Novostavba radnice je poměrně výjimečná (př. Olomouc, Žatec). Obvykle byla zvolena budova nejhonosnější, největší – tak aby vyhovovala reprezentačním nárokům městské správy.
Dalším významným kritériem byla poloha stavby, případně parcely – vzhledem k ní se dochovaly tři základní typy radnic:
- ve středu náměstí (v Uničově)
- ve středu náměstní strany (v Plzni, v Žatci je to ve středu mezi dvěma náměstími)
- na nároží náměstní strany (v Kadani)

V souvislosti s polohou radnice můžeme rozlišit tři kompoziční typy:
- štítový
- s nárožní věží
- centrální

V nejbližším okolí Žatce srovnejme žateckou radnici s tou v Kadani. Jde o významný a dobře dochovaný příklad gotické radnice vzniklé z kupeckého domu. Jsou zde dochovány tři místnosti gotického založení s křížovými klenbami a četné kamenické detaily. Budovu můžeme označit za nárožní typ radnice – stojí na nároží hlavního náměstí a hlavní přístupové cesty na něj. Radniční věž byla vybudována teprve ve druhé fázi stavby, ve věži se nachází pozdně gotická kamenicky zdobená kaple. 
Také v nedalekém Mostě vznikla radnice z kupeckého domu, pravděpodobně opět s věží zpočátku mimo budovu radnice. Kupecký dům má počátky ve stejné době jako ten v Žatci. Mostecká radnice byla prokazatelně přestavována roku 1472 – k něčemu podobnému mohlo dojít i v Žatci. Bohužel tato tzv. Stará radnice musela ustoupit těžbě uhlí v 70. letech.
Obecně nacházíme mnoho analogií v otázce formování sídliště jako institucionálního města mezi Žatcem a Hradcem Králové. Tamní radnice, doložená od roku 1418, byla z počátku stejně jako v Žatci doplněna samostatně stojící městskou Bílou věží, která fungovala jako městská hláska a byla v průběhu doby adaptována do těla radnice.